# Cervonîi Iar, Peatîhatkî
Cervonîi Iar (în ucraineană Червоний Яр) este un sat în comuna Lozuvatka din raionul Peatîhatkî, regiunea Dnipropetrovsk, Ucraina.

## Demografie
Componența lingvistică a localității Cervonîi Iar
     Ucraineană (95,35%)
     Rusă (4,65%)
Conform recensământului din 2001, majoritatea populației localității Cervonîi Iar era vorbitoare de ucraineană (95,35%), existând în minoritate și vorbitori de rusă (4,65%).